# 台湾鳞盖蕨
台湾鳞盖蕨（学名：Microlepia taiwaniana）为碗蕨科鳞盖蕨属下的一个种。

## 扩展阅读
- 維基物種上的相關：台湾鳞盖蕨